# Michael Kolganov
Michael Kolganov (hebrejsky: מיכאל קלגנוב, narozen 24. října 1974, Taškent, Uzbecká SSR) je izraelský rychlostní kanoista a bývalý mistr světa. K roku 2010 se celkem třikrát zúčastnil letních olympijských her, na LOH v Sydney v roce 2000 získal bronzovou medaili v závodu na 1500 metrů. Během zahajující ceremonie na LOH v Pekingu v roce 2008 byl izraelským vlajkonošem.
Pochází z bývalého Sovětského svazu a kanoistice se věnuje již od svých čtrnácti let. Do Izraele přišel v roce 1995, zkraje bydlel v Haifě, v současnosti však žije v kibucu Deganija Bet. Kolganov reprezentuje Izrael od roku 1997. V letech 1998 a 1999 získal zlatou medaili na Mistrovství světa v rychlostní kanoistice v kategorii 1200 metrů, v roce 1998 získal ještě navíc stříbrnou medaili v kategorii 1500 metrů.